# Jean-Max Bellerive
Jean-Max Bellerive (ur. 1958 w Port-au-Prince), haitański polityk, minister planowania i współpracy zagranicznej w latach 2006-2009, premier Haiti od 11 listopada 2009 do 18 października 2011. 

## Życiorys
Jean-Max Bellerive urodził się w 1958 w Port-au-Prince jako syn lekarza i urzędnika WHO. Opuścił Haiti w młodym wieku. Uczęszczał do szkół w Szwajcarii, Francji i Belgii, zostając absolwentem nauk politycznych i stosunków. Do ojczyzny powrócił w 1986, na krótko przed upadkiem rządów prezydenta Jean-Claude'a Duvaliera. 
Początkowo pracował w sektorze prywatnym. W latach 1988–1990 był urzędnikiem w Ministerstwie Spraw Wewnętrznych. W 1990 założył Sibel Consult, agencję zajmującą się przygotowywaniem projektów rozwojowych. W tym zakresie współpracował z wieloma organizacjami publicznymi, jak: Sekretariat Turystyki, Ludowy Bank Haiti (BPH), Tymczasowa Komisja Wyborcza (CEP) czy Ministerstwo ds. Haitańczyków żyjących zagranicą. 
W 1999 objął funkcję koordynatora wyborczego w Departamencie Zachodnim przed wyborami lokalnymi i prezydenckimi z 2000, w których zwycięstwo odniósł prezydent Jean-Bertrand Aristide. W jego administracji był odpowiedzialny za przygotowanie programów socjalnych oraz reformę administracji państwowej. Następnie pełnił funkcję szefa gabinetu premiera Jean-Marie Chérestala, a także był członkiem gabinetu premiera Yvona Netune'a. W rządzie premiera Gérarda Latortue był koordynatorem ds. polityki publicznej. 6 czerwca 2006 objął stanowisko ministra planowania i współpracy zagranicznej w rządzie premiera Jacques-Édouarda Alexisa. Zachował je także w powołanym 5 września 2008 rządzie premier Michèle Pierre-Louis.
30 października 2009, po odwołaniu premier Pierre-Louis przez Senat, prezydent René Préval nominował go na stanowisko nowego szefa rządu. 6 listopada 2009 jego kandydaturę jednogłośnie zaakceptował Senat, a następnego dnia Izba Deputowanych (głosami 52 do 2). 8 listopada 2009 przedstawił skład swojego rządu. 9 listopada 2009 gabinet w proponowanym przez niego składzie zatwierdził Senat (20 głosów za przy 2 wstrzymujących się), a dzień później również Izba Deputowanych (głosami 70 do 2). 11 listopada 2009 Bellerive został oficjalnie zaprzysiężony na stanowisku. Do priorytetów swojego gabinetu zaliczył tworzenie nowych miejsc pracy oraz poprawę klimatu inwestycyjnego w celu przyciągnięcia do kraju kapitału. Zapowiedział dalszą współpracę z organizacjami międzynarodowymi na rzecz rozwoju Haiti.
Po wyborach prezydenckich z marca 2011, premier Bellerive złożył na ręce nowo wybranego prezydenta Michela Martelly'ego rezygnację ze stanowiska. Formowanie nowego gabinetu przebiegało jednak długotrwale. Dwie pierwsze próby okazały się nieskuteczne, gdyż parlament za każdym razem odrzucał prezydenckich nominatów, odpowiednio Daniela-Gérarda Rouziera i Bernarda Gousse'a. Dopiero trzecia próba zakończyła się pomyślnie i 18 października 2011, po zatwierdzeniu przez obie izby parlamentu, stanowisko premiera objął Garry Conille.
Jean-Max Bellerive jest żonaty, ma dwoje dzieci.